# Jacob Mahler
Jacob Mahler, né le 31 juillet 1832 à Hanau (Prusse) et mort le 10 mars 1894 dans des circonstances douteuses à la prison de Sainte-Pélagie, est un sellier et militant anarchiste allemand et français. 
Suite à une enfance où il se déplace entre l'Allemagne, l'Empire russe et la France, il s'installe dans ce dernier pays pour y travailler comme sellier lorsqu'il a dix-huit ans. Il est naturalisé français dans les années qui suivent, se marie, et rejoint le mouvement anarchiste en France. Mahler est remarqué comme anarchiste militant par les autorités, qui l'arrêtent et découvrent chez lui un grand nombre de journaux et brochures anarchistes. 
Il meurt en prison quelques jours plus tard en se suicidant, selon la police. Cette version policière est remise en question par des historiens plus récents, qui s'interrogent sur le fait que ce suicide supposé se déroule en prison le lendemain du jour où la justice ordonne sa libération. 
Sa photographie policière fait partie des collections du Metropolitan Museum of Art (MET). 

## Biographie
Jacob Jean Henri Mahler naît à Hanau, en Prusse, le 31 juillet 1832,. Il quitte ce pays alors qu'il n'a que cinq ans pour s'installer à Saint-Pétersbourg, dans l'Empire russe, puis rejoint la France à ses dix-huit ans,. Il est alors employé comme sellier,. En 1861, Mahler épouse l'ouvrière Marie Louise Wiedmann à Paris, puis est naturalisé français en 1880,. 
Dès les années 1890 au moins, Mahler est remarqué par les autorités françaises comme un anarchiste actif et militant sans enfants,. 
Le 3 mars 1894, dans le cadre des répressions qui touchent le mouvement anarchiste, il est perquisitionné et mis en état d'arrestation,.  Chez lui, la police découvre un grand nombre de journaux et brochures anarchistes,. Transféré à la prison de Mazas, il se serait suicidé une semaine plus tard en se pendant à l'extrémité de son lit,. 

## Postérité

### Un suicide douteux
Selon les historiens du mouvement anarchiste Rolf Dupuy et Dominique Petit, les conditions de la mort de Mahler sont à clarifier,. La presse de l'époque donne plusieurs versions, y compris une qui soutient que Mahler n'aurait en réalité pas été anarchiste, mais la découverte de l'ordre de libération de Mahler dans les archives policières, où il doit être remis en liberté le 9 mars, soit la veille de son suicide en prison, ouvre des questions sur les conditions de sa mort et de ce « suicide »,. La Préfecture de police de Paris ne s'explique jamais sur cette affaire,.

### Photographie policière
Sa photographie policière fait partie des collections du Metropolitan Museum of Art (MET).